# Abib (Ährenmonat)
Abib (auch Aviv), der „Ährenmonat“ ist gemäß dem Pentateuch der erste Monat des alten kanaanitischen Kalenders (vgl. Exodus 12,2 ). Ihm entspricht der Nisan, der erste Monat nach dem „religiösen“ Kalender. Er dauert immer 30 Tage. Nach dem gregorianischen Kalender beginnt der Abib Mitte März, wenn die erste Ernte eingefahren wird und der erste Frühlingsneumond bezeugt wird.
Im Alten Testament ist die Bezeichnung „Abib“ in Exodus 34,18  entscheidend als der Monat des Auszugs aus Ägypten und damit Beginn einer neuen Zeitrechnung aufgeführt:

„Du sollst das Fest der Ungesäuerten Brote halten. Im Monat Abib sollst du zur festgesetzten Zeit sieben Tage lang ungesäuertes Brot essen, wie ich es dir geboten habe. Denn im Monat Abib bist du aus Ägypten ausgezogen.“

Am 10. Abib werden die Lämmer für Pessach besorgt, am 14., also am Vollmond, werden sie geschlachtet. In den Abib fällt immer das Pessach- oder Pascha-Fest und damit das christliche Ostern. In der nachexilischen Literatur (vgl. Neh 2,1 ) wird der Monat bei seinem hebräischen Namen Nisan genannt.